# Marcipa dentimacula
Marcipa dentimacula är en fjärilsart som beskrevs av Pierre Joseph Pelletier 1978. Marcipa dentimacula ingår i släktet Marcipa och familjen nattflyn. Inga underarter finns listade i Catalogue of Life.